# Mormopterus francoismoutoui
Mormopterus francoismoutoui es una especie de murciélago de la familia Molossidae.

## Distribución geográfica
Es  endémica de la isla Reunión.  